# Ігор Янев
Ігор Янев (мак. Игор Јанев, р. 29 вересня 1964, Белград, Сербія) — македонський професор міжнародного права, дипломат Північної Македонії.

## Біографія
Ігор Янев народився в 1964 у Белграді, в Соціалістичній Федеративній Республіці Югославія. Є доктором політичних наук на факультеті університету Скоп'є. Став професором міжнародного права. Ігор Янев був спеціальним радником міністра закордонних справ Північної Македонії в 2002 році. Він запропонував вирішення проблеми назви країни в ООН. Ця пропозиція була прийнята президентом Македонії Георгієм Івановим. Президент Іванов на засіданні Генеральної Асамблеї ООН у 2012 році відзначив, що при приєднанні Македонії до ООН було порушено міжнародне право, коли країні (Північна Македонія) були поставлені незаконні додаткові умови для отримання членства в організації:
- Використання тимчасової назви «Колишня Югославська Північна Македонія» при Організації Об'єднаних Націй
- Переговори з іншими країнами, в першу чергу з Грецією, про власну назву держави.

Президент Іванов на засіданні Генеральної Асамблеї зазначив, що додаткові умови для отримання членства суперечать висновку Міжнародного суду від 1948 року, згідно з яким, для членства в ООН не може бути додаткових умов членства, за межами статті 4 Статуту ООН. Президент Іванов також заявив, що таким чином був порушений Статут ООН і виконаний акт овердрафту юрисдикції ООН.

## Праці
Ігор Янев є автором понад 160 наукових статей у журналах в основному за межами Північної Македонії, а також 18 книг і монографій, в першу чергу з міжнародної політики, зовнішньої політики, міжнародного права та міжнародним організаціям. Деякі з них
- Saradnja Jugoslavije sa Uneskom, Fakultet političkih nauka, 1991.
- Ekonomske organizacije Ujedinjenih naroda, Pravni fakultet, Skoplje, 1994.
- Право и политика специјализованих организација Уједињених нација, Александрија, Скопље, 1996.
- Теорија међународних односа и спољне политике, Плато, Београд, 1998.
- Међународни односи и спољна политика, Институт за политичке студије, Београд, 2002.
- Уједињене нације и међународне финансијске и економске организације, ИПС, Београд, 2004.
- Културна дипломатија, Институт за политичке студије, Београд, 2004.
- Теорија међународне политике и дипломатије, Институт за политичке студије, 2006.
- Уставно право и полтички систем Европске уније, Институт за политичке студије, 2007, ISBN 978-86-7419-144-6
- Међународне организације и интеграције, Институт за политичке студије, 2008, ISBN 978-86-7419-151-4
- Светска организација за интелектуалну својину, Институт за политичке студије, 2009, ISBN 978-86-7419-188-0
- Статутарно уређење међународних организација, Институт за политичке студије, 2009, ISBN 978-86-7419-191-0
- Међународне финансиске организације, Александрија, 2008, ISBN 978-9989-705-03-8
- Косово после проглашења независности, ИМПП, 2008, ISBN 978-86-7067-110-2
- Односи Југославије са Унеском, Институт за политичке студије, 2010, ISBN 978-86-7419-209-2
- Међународно право и међународни односи, Институт за политичке студије, Београд, 2012, ISBN 978-86-7419-244-3
- Дипломатија, Институт за политичке студије, Београд, 2013, ISBN 978-86-7419-261-0
- Uvod u diplomatiju, AGM knjiga, Београд, 2015, ISBN 978-86-86363-64-0